# Abram Petrovich Gannibal
Abram Petrovich Gannibal ou  Hannibal (Etiópia, 1696 - Rússia, 1781) foi o primeiro intelectual negro da Europa.

## Biografia
Richard Pankhurst, antigo professor no Instituto de Estudos Etíopes da Universidade de Addis Abeba, na Etiópia, acreditava que o jovem Abram, Ibrahim ou Abraham, como o nomeou, teria nascido por volta de 1698. Era filho de um pequeno "príncipe" ou chefe tribal, cuja capital era Logon (atualmente, parte da república dos  Camarões). Seu pai era relativamente abastado, possuindo muitos escravos, tanto herdados como capturados em batalha. Teve várias esposas e 19 filhos. Após a morte do seu pai, em batalha, tentando defender o seu território dos turcos otomanos, Abram foi capturado e levado para Constantinopla, de navio, em 1703.
Abram permaneceu no Império Otomano durante cerca de um ano ao serviço da casa do sultão Ahmed III. Na época, o embaixador russo, Sava Vladislavich-Raguzinsky, representando o czar Pedro o Grande, procurava "alguns escravos africanos espertos" para o palácio do czar em Moscou, como era costume naqueles dias, nas grandes cortes da Europa. Por ordem dos superiores de Vladislavich (um dos quais era Pyotr Andreyevich Tolstoi, bisavô do célebre escritor Leon Tolstoi), Abram foi seleccionado para este fim e logo resgatado dos vizires do sultão, provavelmente mediante suborno. Em 1704, o embaixador despachou-o imediatamente, por terra, para Moscou, a fim de ser apresentado a Pedro, o Grande.
O czar impressionou-se com a inteligência e o potencial do menino  para o serviço militar e trouxe-o para a sua casa[4] Abram foi batizado em 1705, na Igreja de Santa Paraskeva, em Vilna, tendo Pedro como padrinho. Gannibal considerava a data do batismo como seu aniversário já que desconhecia a data do do seu nascimento.
Abram valorizava a sua relação com o seu padrinho, bem como a da filha de Pedro (Isabel), e foi leal a eles, como se fossem a sua família. desde muito jovem, viajava ao lado do imperador durante as suas campanhas militares, servindo como valete do seu padrinho.
Aos vinte anos, Abram Petrovich foi enviado a Paris para concluir seus estudos, formando-se  em engenharia militar. Na época em que viveu em Paris, conheceu Voltaire, Montesquieu e Diderot, entre outros pensadores, que o chamavam de "estrela negra do iluminismo".

## Descendência
Gannibal foi casado por duas vezes. Do primeiro casamento, não teve filhos. Do segundo, com a aristocrata Cristina Regina Siöberg, filha de Mattias Johann Siöberg (filho de Gustaf, conde de Estrup e de Clara Maria Lauritsdatter Galtung) e de Cristina Elisabeth d' Albedyll, teve dez filhos, incluindo  Ossip Abramovich Gannibal. Este, por sua vez, teve uma filha, Nadejda Ossipovna Hanniballa, que viria a ser a mãe de Alexander Pushkin.
O filho mais velho de Gannibal, Ivan, tornou-se um eminente oficial naval; ajudou a fundar a cidade de Kherson, no sul da Ucrânia, em 1779, e atingiu a patente de general em chefe, a segunda mais alta patente militar da Rússia Imperial.
Alguns aristocratas britânicos descendem de Gannibal, incluindo Natalia Grosvenor, Duquesa de Westminster e sua irmã, Alexandra Hamilton, Duquesa de Abercorn. George Mountbatten, 4º Marquês de Milford Haven, primo da rainha Elizabeth II, é também seu descendente direto, já que é neto de Nadejda Mountbatten, Marquesa de Milford Haven.

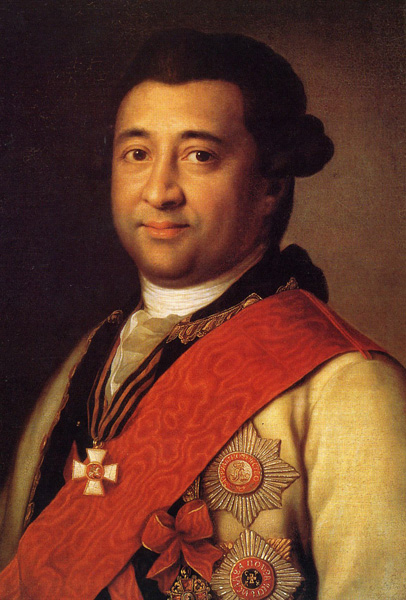
Ivan, filho mais velho de Abram Petrovich Gannibal.
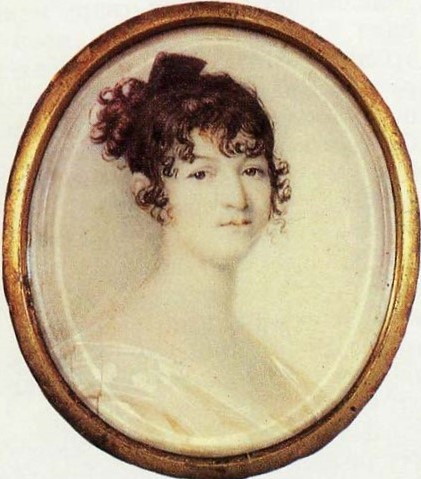
Nadezhda Ossipovna Gannibal, neta de Abram Gannibal e mãe de Alexandre Pushkin.
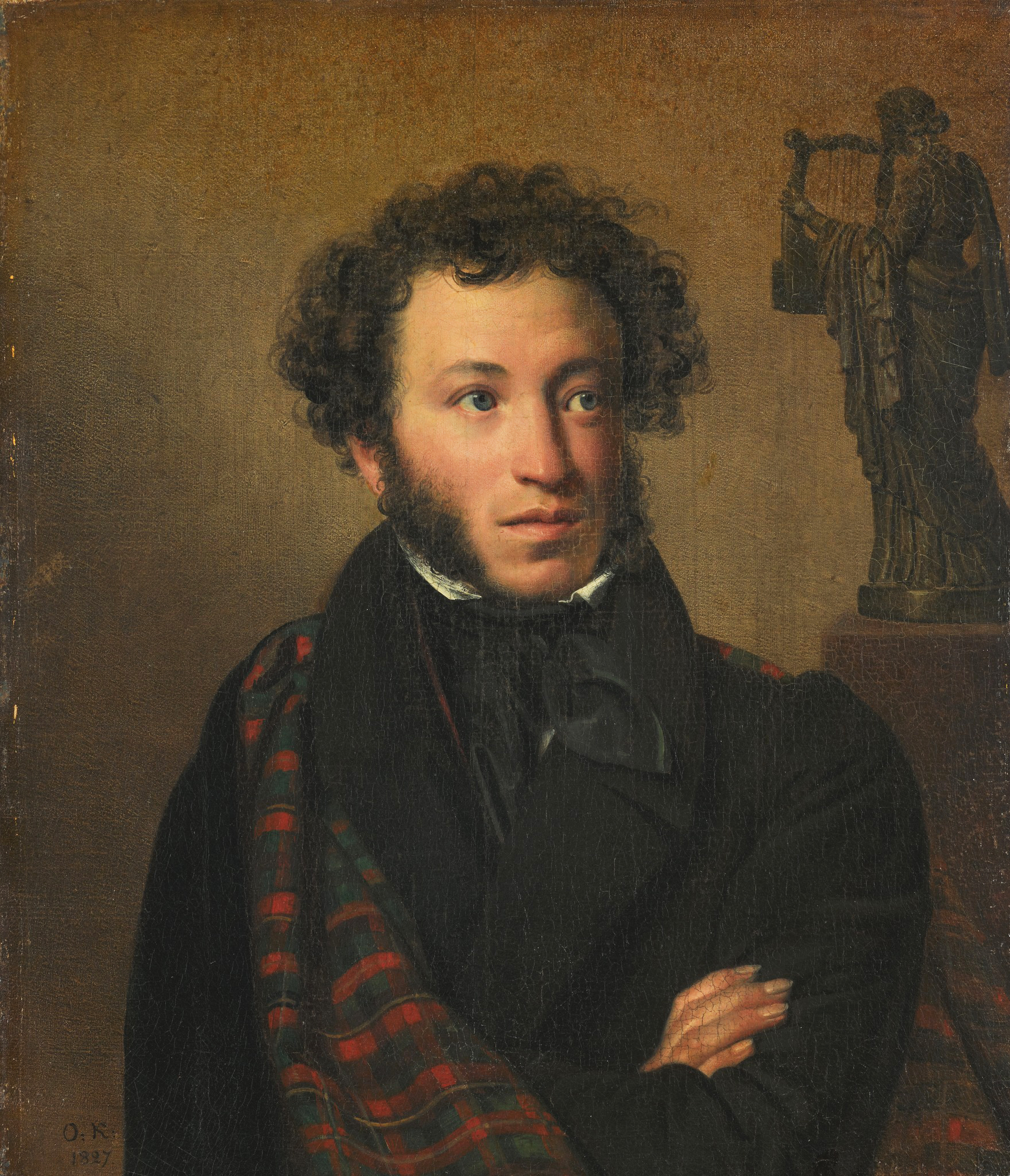
Alexandre Pushkin, bisneto de Gannibal, neto de Ossip Abramovich Gannibal.
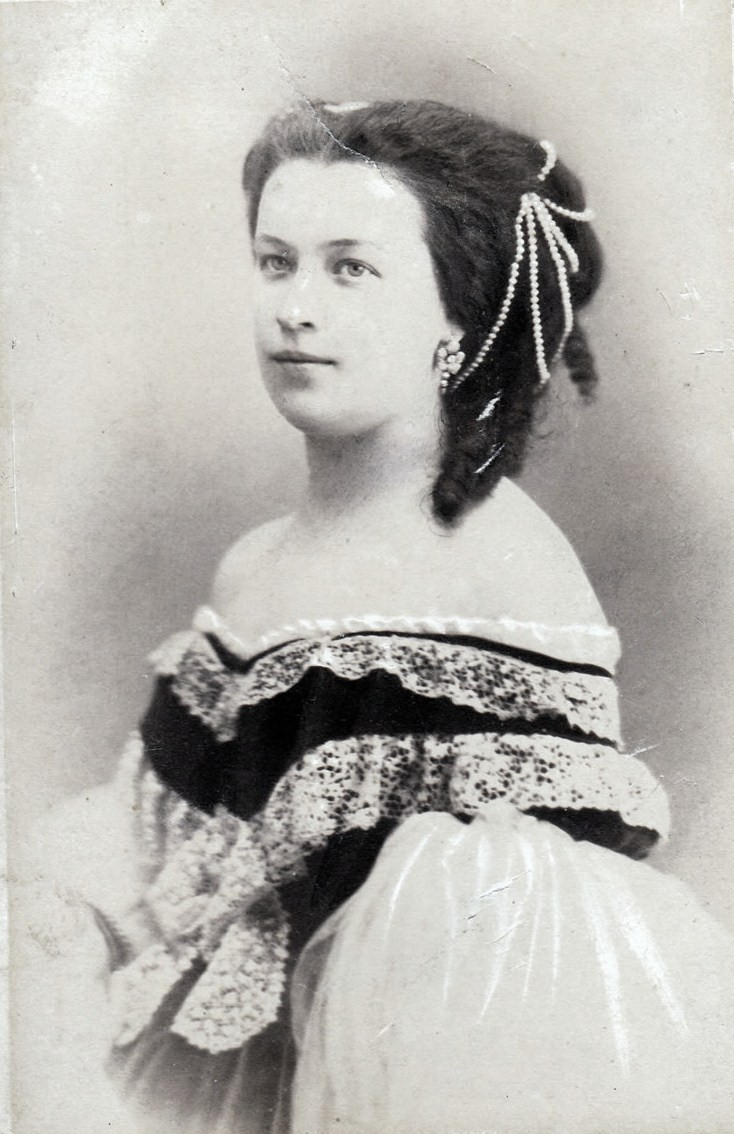
Natália Alexandrovna Pushkina, filha de Alexandre Pushkin
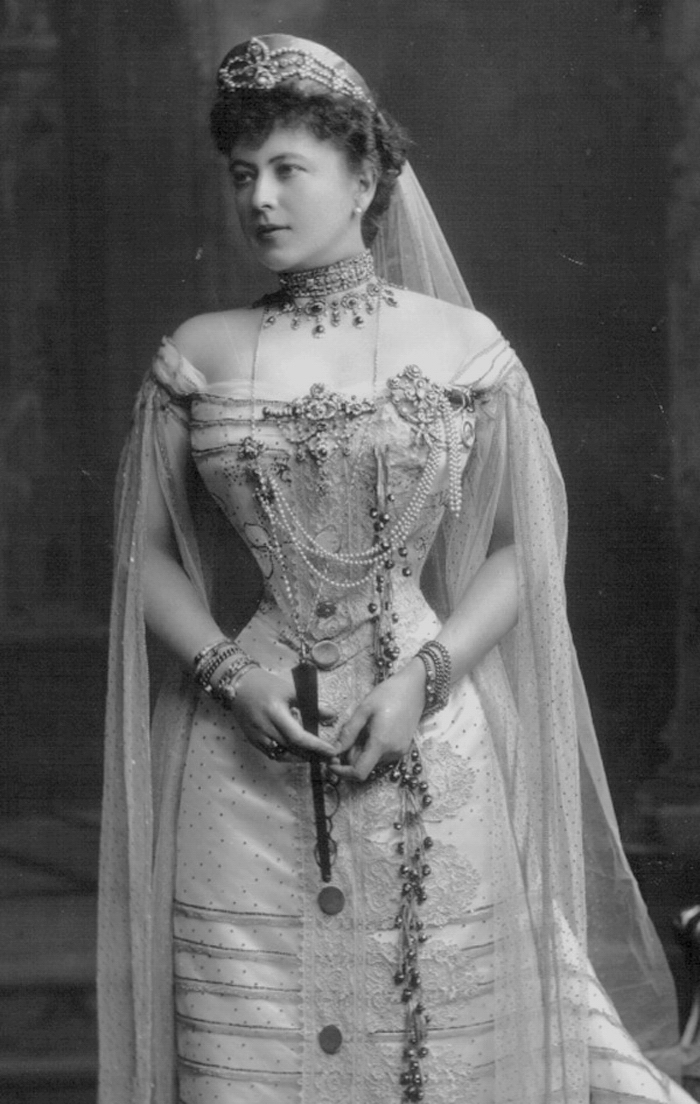
Sofia de Merenberg, filha de Natália Alexandrovna Pushkina
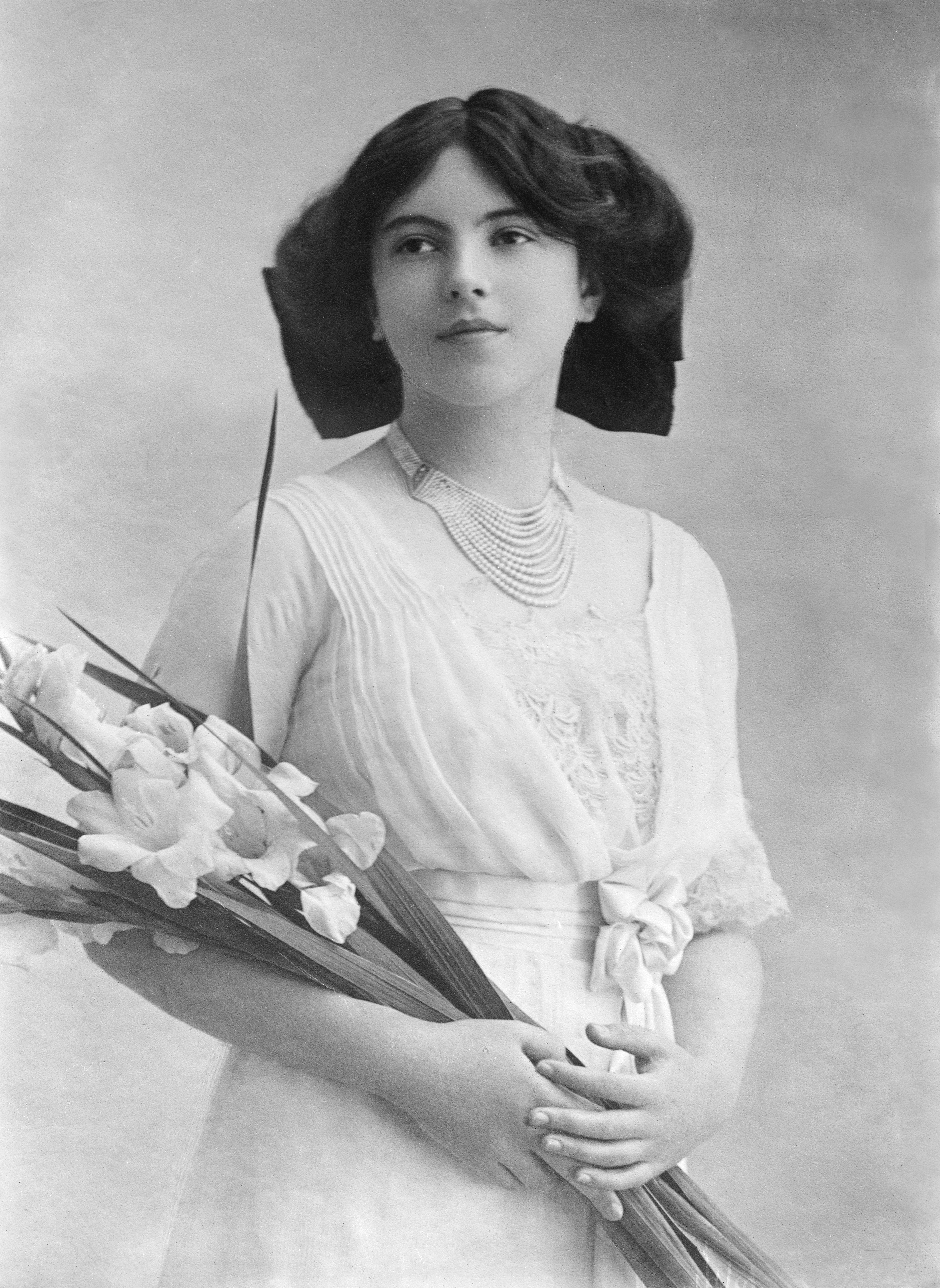
Nadejda Mountbatten, filha de Sofia de Merenberg e bisneta de Alexandre Pushkin.